# Füst Milán-díj
A Füst Milán-díjat Füst Milán özvegye, Helfer Erzsébet alapította 1975-ben azért, hogy „erkölcsi elismerést és anyagi támogatást nyújtson azoknak a költőknek és íróknak, akik Füst Milán irodalmi munkásságának szellemében az egyetemes emberi haladás érdekeit magas művészi szinten fejezik ki műveikben…”. A pénzdíjat egy ideig a Helfer Erzsébet által letétbe helyezett egymillió forint kamatai fedezték, de ez az összeg később már nem volt elég: a jutalmat így a Magyar Tudományos Akadémia Füst Milán Fordítói Alapítványa egészíti ki fejenként kétszázötvenezer forintra. A szervezés és lebonyolítás költségeit a Nemzeti Kulturális Örökség Minisztériuma fedezte. A minisztérium 2006-ban megszűnt.

## A díjazottak
A díjat felváltva kapja évente két író, illetve költő.
A díjazottak (nem teljes) listája:
- 2024 – Bende Tamás és Kustos Júlia (költői díj)

- 2023 – Kukorelly Endre és Szvoren Edina (prózai díj)
- 2022 – Borsik Miklós és Horváth Eve (költői díj)[1]
- 2021 – Bán Zsófia és Láng Zsolt (prózai díj)[2]
- 2020 – Terék Anna és Sirokai Mátyás[3]
- 2019 – Barnás Ferenc és Danyi Zoltán
- 2018 – Uri Asaf és Antal Balázs
- 2017 – Németh Gábor és Zoltán Gábor
- 2016 – Lanczkor Gábor és Peer Krisztián
- 2015 – Dragomán György és Keresztury Tibor
- 2014 – Halasi Zoltán költő, Tábor Ádám költő és Tótfalusi István költő
- 2013 – Lángh Júlia író
- 2012 – G. István László költő, műfordító, és Poós Zoltán író, költő, újságíró
- 2011 – Dalos György író, műfordító és Ungváry Rudolf gépészmérnök, információs mérnök, író
- 2010 –
- 2009 – Balázs Attila író, újságíró, műfordító és Schein Gábor író, költő, műfordító
- 2008 –
- 2007 – András Sándor költő, irodalomtörténész, szerkesztő, esszéista és Forgách András József Attila-díjas, Jászai Mari-díjas dramaturg, író, műfordító
- 2006 – a források hiánya miatt nem osztottak díjat
- 2005 – Darvasi László prózai munkásságáért, Spiró György a Fogság című regényéért
- 2004 – Borbély Szilárd költő, irodalomtörténész és Deák László költő, az Orpheusz Kiadó vezetője
- 2003 – Végel László író, kritikus és Csaplár Vilmos író
- 2002 – Térey János költő, műfordító, író, drámaíró és Tőzsér Árpád költő, kritikus, műfordító, szerkesztő; valamint Hetényi Zsuzsa irodalomtörténész, műfordító
- 2001 – Háy János író, költő; Pályi András író, kritikus, műfordító és Somlyó György költő, író, műfordító valamint Jean-Luc Moreau francia költő, nyelvész, műfordító
- 2000 – Nádasdy Ádám nyelvész, költő és Horváth Elemér György költő; Báthori Csaba költő, író, műfordító
- 1999 – Karátson Endre író, kritikus, irodalomtörténész és Márton László és Jávorszky Béla író, műfordító, diplomata
- 1998 – Timár György író, költő, műfordító; Vörös István költő, író, kritikus, irodalomtörténész, műfordító, esszéista; Szepesi Attila költő
- 1997 – Gábor Miklós színész, író valamint Györe Balázs költő, író és Tolnai Ottó költő, drámaíró, esszéista
- 1996 – Kemenczky Judit költő, műfordító; Molnár Eszter műfordító; Tasnádi Edit műfordító, újságíró; Timár György költő, kritikus, műfordító, író, drámaíró, esszéista; Vasadi Péter író, költő, esszéista
- 1995 – Grendel Lajos író, szerkesztő és Lengyel Péter író, műfordító
- 1994 – Gergely Ágnes költő, író, műfordító, Peter Hargitai,  műfordító, esszéista és Kovács András Ferenc költő, esszéíró, műfordító
- 1993 – Bogdán László író, újságíró és Hans-Henning Paetzke német műfordító, szerkesztő, újságíró; Karol Wlachovszky szlovák műfordító, irodalomtörténész, diplomata és Szántó Piroska író, festőművész
- 1992 – Fázsy Anikó műfordító; Kántor Péter költő, műfordító; Lator László költő, műfordító és Anamaria Pop román újságíró, író, műfordító
- 1991 – Garaczi László író, költő, műfordító és Kassai György nyelvész, műfordító, valamint Sanders Iván kritikus, műfordító és Bertha Bulcsú író
- 1990 – Imre Flóra költő, műfordító és Markó Béla költő
- 1989 – Andrassew Iván író, újságíró és Ács Margit író, kritikus
- 1988 – Márton László író, drámaíró, műfordító és Rába György költő, műfordító, kritikus
- 1987 – Csiki László költő, író és Sarusi Mihály író, újságíró
- 1986 – Szőcs Géza költő
- 1985 – Mezey Katalin költő, író és Oravecz Imre költő, műfordító
- 1984 –
- 1983 – Esterházy Péter író és Kertész Imre író, műfordító
- 1982 –
- 1981 – Kálnoky László költő, műfordító és Rákos Sándor költő, esszéíró
- 1980 – Hajnóczy Péter író és Szentkuthy Miklós író, esszéíró, műfordító
- 1979 – Beney Zsuzsa költő, esszéíró és Kiss Tamás költő, esszéíró
- 1978 – Nádas Péter író, drámaíró, esszéista és Sütő András író
- 1977 – Székely Magda költő és Végh György író, költő
- 1976 – Gyergyai Albert irodalomtörténész, író, és Lakatos Menyhért író
- 1975 – Tandori Dezső költő, író, műfordító és Toldalagi Pál költő